# 瀘縣屈氏莊園
瀘縣屈氏莊園位於四川省瀘州市瀘縣，文物遺址年代判定為清代、民國。2007年6月1日公佈為四川省第七批文物保護單位。2013年3月5日列為第七批全國重點文物保護單位。